# Akzhol Makhmudov
Akzhol Makhamadzhanovich Makhmudov (in kirghiso Акжол Махамаджанович Махмудов?; Distretto di Aravan, 15 aprile 1999) è un lottatore kirghiso, specializzato nella lotta greco-romana.

## Biografia

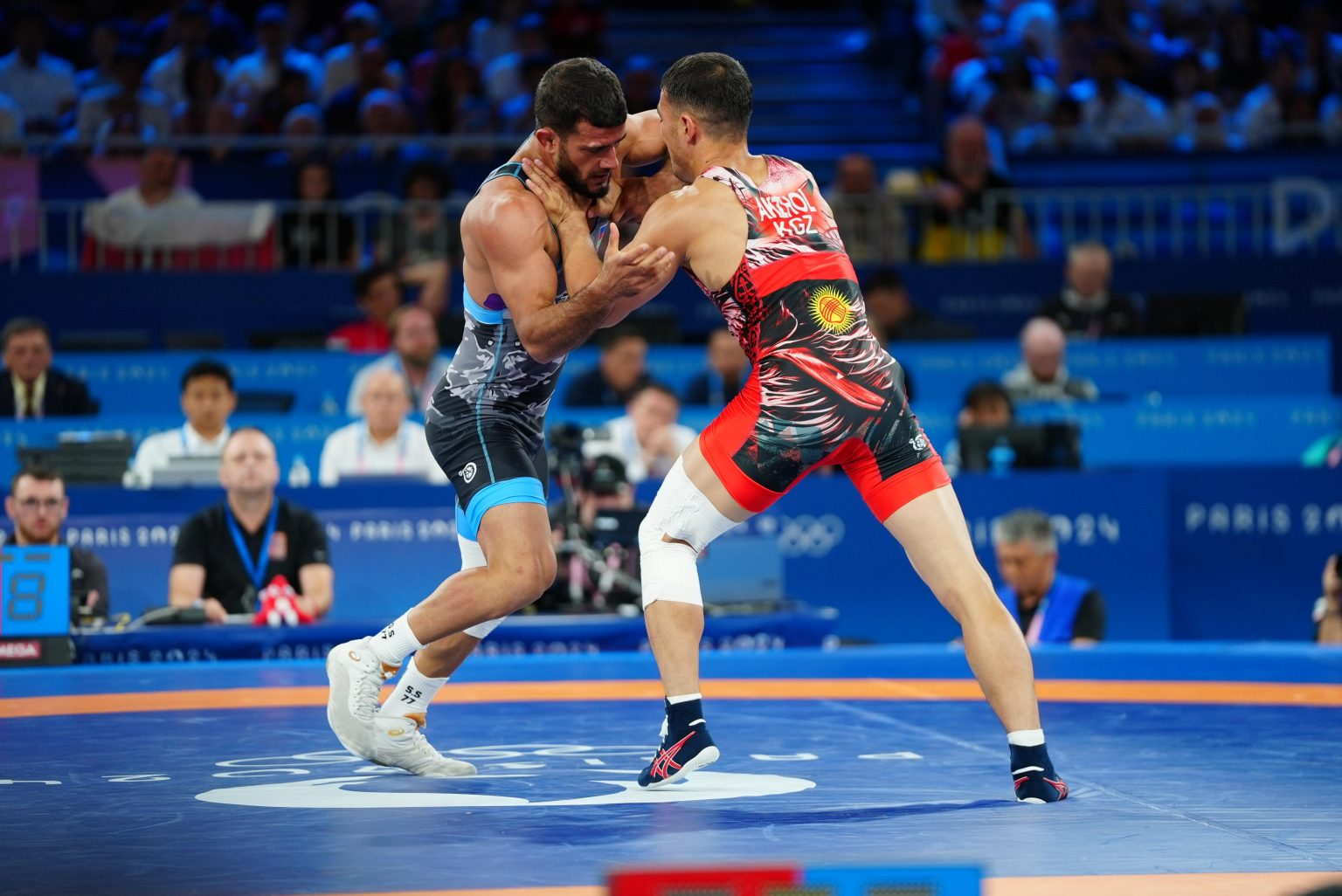
Akzhol Makhmudov e Sənan Süleymanov ai Giochi olimpici di.

È fratello minore dei lottatori Beksultan Makhmudov e Syimyk Makhmudov. 
Ha iniziato a preticare la lotta all'età di sei anni a Oš, seguendo le orme dei suoi due fratelli maggiori.
Il suo allenatore personale è Meirambek Akhmetov.
Si è laureato campione continentale nel torneo dei 72 kg ai campionati asiatici di Biškek 2018, superando il kazako Demeu Zhadrayev nell'incontro decisivo per il titolo.
Ai Giochi asiatici di Giacarta 2018 ha vinto l'argento nella categoria dei 77 kg, perdendo in finale contro l'iraniano Mohammadali Geraei.
Ha rappresentato il Kirghizistan ai Giochi olimpici estivi di Tokyo 2020, posticipati al 2021 a causa della pandemia di COVID-19, dove ha vinto la medaglia d'argento nel torneo dei pesi welter (-77 kg), perdendo la finale contro l'ungherese Tamás Lőrincz; nei turni precedenti aveva superato nell'ordine il tunisino Lamjed Maafi, l'azero Rafiq Hüseynov e l'armeno Karapet Chalyan.
Ai Giochi asiatici di Hangzhou 2022 ha conquistato l'oro nella categoria dei -77 kg, sconfiggendo l'iraniano Amin Kavianinejad nell'incontro per il primo gradino del podio.
Ai mondiali di 2022 e 2023, disputati a Belgrado, ha vinto la medaglia d'oro, battendo in finale rispettivamente l'ungherese Zoltán Lévai II e l'azero Sənan Süleymanov. È divenuto così il primo kirghiso della storia a vincere il titolo iridato nella lotta greco-romana.
Ha fatto la sua seconda apparizione olimpica a Parigi 2024, in cui è stato estromesso dal tabellone principale della categoria welter dal kazako Demeu Zhadrayev; agli ottavi aveva sconfitto lo statunitense Kamal Bey. Ai ripescaggi ha superato il colombiano Jair Cuero in semifinale e l'azero Sənan Süleymanov nella finale per il bronzo. È stato portabandiera del suo Paese durante la cerimonia di chiusura dei Giochi.

## Palmarès
- Giochi olimpici estivi

Tokyo 2020: argento nei -77 kg.
Parigi 2024: bronzo nei -77 kg.
- Mondiali

Belgrado 2022: oro nei -77 kg;
Belgrado 2023: oro nei -77 kg;
- Giochi asiatici

Giacarta 2018: argento nei -77 kg
Hangzhou 2022: oro nei -77 kg;
- Campionati asiatici

Biškek 2018: oro nei -72 kg.
Ulan Bator 2022: oro nei -77 kg.
Astana 2023: oro nei -77 kg.
Biškek 2024: argento nei -77 kg.
- Giochi della solidarietà islamica

Konya 2021: oro nei -77 kg;